# Presse à cuisses
Pour les articles homonymes, voir presse.
La presse à cuisses (angl. leg press) est un mouvement de musculation à machine qui fait travailler les cuisses (plus précisément les vastes externes et interne, le crural et le droit antérieur). Elle sollicite à peu près les mêmes muscles que le squat/équat.
Il existe deux configurations d'appareil. Dans la presse traditionnelle, le pratiquant se cale dans un siège incliné, pieds sur un chariot chargé de disques, et le repousse en tendant les jambes jusqu'à ce qu'elles soient presque raides, avant de le redescendre d'une manière contrôlée. Quant au second modèle, le pratiquant prend sa position dans un traîneau décliné (relié à une pile de poids) devant une plate-forme fixe.
La presse à cuisses est un mouvement de musculation qui permet le soulèvement d'une charge importante (record mondial 1 300 kg à six reprises par Morgan Aste)